# Osterby (Rendsburg-Eckernförde)
Osterby é um município da Alemanha, localizado no distrito de Rendsburg-Eckernförde, estado de Schleswig-Holstein.